# Parafia Najświętszej Maryi Panny Królowej Polski w Zembrach
Parafia Najświętszej Maryi Panny Królowej Polski w Zembrach – parafia rzymskokatolicka w Zembrach.
Parafia została erygowana w 1936.
Kościół parafialny drewniany bez wyraźnych cech stylowych, wybudowano w latach 1936–1942.
Parafia ma księgi metrykalne i kronikę parafialną od  1936.
Terytorium parafii obejmuje: Gołowierzchy kolonię, Maciejowice kolonię, Mikłusy, Płudy, Wólkę Konopną, Zaolszynie, Zawady kolonię oraz Zembry.